# Свечков, Фёдор Александрович
Фёдор Алекса́ндрович Свечко́в (род. 5 апреля 2003, Тольятти, Самарская область) — российский хоккеист, центральный нападающий системы клуба НХЛ «Нэшвилл Предаторз». Мастер спорта России (2021).

## Клубная карьера
Воспитанник тольяттинской «Лады». В сезоне 2019/20 дебютировал в МХЛ за «Ладью», проведя 24 встречи и набрав шесть (2+4) очков. В сезоне 2020/21 провёл 15 встреч за «Ладью», набрав 15 (4+11) очков. В этом же сезоне дебютировал за «Ладу» на профессиональном уровне в ВХЛ, записав на свой счёт 15 (5+10) очков в 38 играх.
Занял шестое место среди европейских игроков в предварительном рейтинге Центрального скаутского бюро. На драфте НХЛ 2021 года был выбран в первом раунде под 19-м номером клубом «Нэшвилл Предаторз». Он стал вторым подряд выбранным игроком российского происхождения в первом раунде «хищниками» после того, как они выбрали в 2020 году Ярослава Аскарова под 11-м номером.
10 мая 2021 года «Лада» обменяла Свечкова в СКА в обмен на денежную компенсацию. 4 сентября провёл первый матч в КХЛ за СКА в игре против ярославского «Локомотива», будучи крайним правым нападающим третьего звена, не набрав очков.
31 июля 2022 года в результате обмена стал игроком системы московского «Спартака». В сезоне 2022/23 выступал за все три команды системы клуба — «Спартак», «Химик», МХК «Спартак». 21 апреля 2023 года вместе с «Химиком» стал обладателем Кубка Петрова. В КХЛ провёл 27 матчей и набрал четыре (2+2) очка, в ВХЛ провёл 23 матча и набрал 14 (6+8) очков, в МХЛ провёл 12 матчей и набрал 12 (5+7) очков. 30 апреля 2023 года срок контракта Свечкова с клубом истёк.
5 мая 2023 года подписал трёхлетний контракт новичка с клубом Национальной хоккейной лиги «Нэшвилл Предаторз».
Сезон 2023/24 провёл в составе «Милуоки Эдмиралс», где стал вторым бомбардиром и снайпером команды в плей-офф.
Начало сезона 2024/25 пропустил из-за травмы лодыжки. По возвращении в состав «Эдмиралс» имел 8 (5+3) очков в 7 матчах при показатели полезности «+5». 23 ноября 2024 года провёл первый матч в НХЛ за «хищников», будучи центрофорвардом второго звена и не набрав очков. 30 ноября с передачи Люка Эвангелисты забросил первую шайбу в НХЛ вратарю Филипу Густавссону в матче против «Миннесоты Уайлд».

## Карьера в сборной
В 2019 году выступал за сборную России на Мировом кубке вызова, набрав в шести встречах восемь (6+2) очков, став лучшим снайпером и вторым бомбардиром сборной, которая стала победителем турнира.
Выступал на юниорском чемпионате мира 2021, на котором команда заняла второе место, набрав в семи матчах турнира 10 (4+6) очков при полезности «+4», став четвёртым бомбардиром сборной.

## Достижения
- Обладатель Кубка Петрова: 2023